# Képviselőház (Belgium)
A Képviselőház (hollandul: Kamer van Volksvertegenwoordigers, franciául: Chambre des représentants, németül: Abgeordnetenkammer) a Belga Szövetségi Parlament alsóháza.

## Tagok választása
Belgium alkotmányának 62. cikkelyének értelmében összesen 150 mandátum osztható ki a Képviselőházban, 11 választókerület van, amik területe megegyezik a belga tartományok méretével és idetartozik Brüsszel fővárosi régió is.
A képviselők megválasztása D'Hondt módszer értelmében arányos képviseleti rendszerben történik, a törvényhozásba a bejutási küszöb 5%-os.
A képviselői mandátumok "nyelvi csoportok" szerint vannak megosztva. A 150 mandátumból 88 mandátum a holland nyelvű csoporthoz tartozik, ami a holland nyelvű tartományok (Kelet-Flandria, Nyugat-Flandria, Flamand-Brabant, Limburg, Antwerpen) képviselőit foglalja magába. A francia nyelvű csoportba a francia nyelvű tartományok (Luxembourg, Liège, Hainaut, Vallon-Brabant, Namur) képviselői tartoznak. A Brüsszel fővárosi régió képviselői azon nyelvi csoportba tartoznak, amelyik nyelven letette a képviselői esküt a törvényhozásban.

## Fordítás
- Ez a szócikk részben vagy egészben  a   Chamber of Representatives (Belgium) című angol Wikipédia-szócikk ezen változatának fordításán alapul.  Az eredeti cikk szerkesztőit annak laptörténete sorolja fel. Ez a jelzés csupán a megfogalmazás eredetét és a szerzői jogokat jelzi, nem szolgál a cikkben szereplő információk forrásmegjelöléseként.